# Helcogramma novaecaledoniae
Helcogramma novaecaledoniae är en fiskart som beskrevs av Fricke, 1994. Helcogramma novaecaledoniae ingår i släktet Helcogramma och familjen Tripterygiidae. Inga underarter finns listade i Catalogue of Life.